# جزیره زاوادوفسکیی
جزیره زاوادوفسکیی (انگلیسی: Zavadovskiy Island) که به نام جزیره پنگوئن نیز شناخته می‌شود، جزیره‌ای پوشیده از یخ در یخ‌تاق غربی نزدیک جنوبگان است که در مختصات جغرافیایی ۶۶°۴۳′ جنوبی ۸۶°۲۴′ شرقی / ۶۶٫۷۱۷°جنوبی ۸۶٫۴۰۰°شرقی قرار دارد. ارتفاع این جزیره به ۲۰۰ متر می‌رسد و در ۱۲ مایلی شرق جزیره میخایلوف قرار دارد. این جزیره در مأموریت اکتشافی اتحاد جماهیر شوروی در سال ۱۹۵۶ کشف شد و به نام ایوان زاوادوفسکیی نام‌گذاری شد که جانشین فرمانده نیروی دریایی امپریال روسیه در سفر اکتشافی فابین گوتلیب فن بلینگسهاوزن در سال‌های ۱۸۱۹ تا ۱۸۲۱ بود.